# Olympische Sommerspiele 2024/Leichtathletik – Speerwurf (Männer)
Der Speerwurfwettkampf der Herren bei den Olympischen Spielen 2024 in Paris fand am 6. August (Qualifikation) und am 8. August (Finale) im Stade de France statt.

## Aktuelle Titelträger
| Olympiasieger                        | Neeraj Chopra ( Indien)               | 87,58 m | Tokio 2020     |
| Weltmeister                          | Neeraj Chopra ( Indien)               | 88,17 m | Budapest 2023  |
| Europameister                        | Jakub Vadlejch ( Tschechien)          | 88,65 m | Rom 2024       |
| Nord-/Zentralamerika-/Karibikmeister | Curtis Thompson ( Vereinigte Staaten) | 84,23 m | Freeport 2022  |
| Südamerikameister                    | Pedro Henrique Rodrigues ( Brasilien) | 80,28 m | São Paulo 2023 |
| Asienmeister                         | Genki Dean ( Japan)                   | 83,15 m | Bangkok 2023   |
| Afrikameister                        | Julius Yego ( Kenia)                  | 80,24 m | Douala 2024    |
| Ozeanienmeister                      | Nash Lowis ( Australien)              | 79,67 m | Suva 2024      |

## Rekorde

### Bestehende Rekorde
| Weltrekord         | Jan Železný ()         | 98,48 m | Jena, Deutschland    | 25. Mai 1996    |
| Olympischer Rekord | Andreas Thorkildsen () | 90,57 m | Finale Peking, China | 23. August 2008 |

### Rekordverbesserungen
Es wurden während des Wettkampfes ein neuer Olympiarekord sowie ein neuer Kontinentalrekord aufgestellt.
- Olympiarekord:
  - 92,97 m – Arshad Nadeem (Pakistan), Finale am 8. August 2024
- Kontinentalrekord:
  - 85,91 m (Amerikarekord) – Luiz Mauricio da Silva (Brasilien), Qualifikationsgruppe B am 6. August 2024

## Qualifikation
6. August 2024, 10:20 Uhr
Mit einem Wurf von mindestens 84,00 Meter oder einer Platzierung unter den besten 12 Athleten qualifizierte sich ein Athlet für das Finale.
| Rang | Gruppe | Athlet                   | Nation              | Versuch (in m) | Versuch (in m) | Versuch (in m) | Weite (in m) | Anm.  |
| Rang | Gruppe | Athlet                   | Nation              | 1              | 2              | 3              | Weite (in m) | Anm.  |
| ---- | ------ | ------------------------ | ------------------- | -------------- | -------------- | -------------- | ------------ | ----- |
| 1    | B      | Neeraj Chopra            | Indien              | 89,34          |                |                | 89,34        | Q, SB |
| 2    | B      | Anderson Peters          | Grenada             | 88,63          |                |                | 88,63        | Q, SB |
| 3    | A      | Julian Weber             | Deutschland         | 87,76          |                |                | 87,76        | Q     |
| 4    | B      | Arshad Nadeem            | Pakistan            | 86,59          |                |                | 86,59        | Q, SB |
| 5    | A      | Julius Yego              | Kenia               | 78,84          | 80,76          | 85,97          | 85,97        | Q, SB |
| 6    | B      | Luiz Mauricio da Silva   | Brasilien           | 81,62          | 83,21          | 85,91          | 85,91        | Q, AM |
| 7    | A      | Jakub Vadlejch           | Tschechien          | 85,63          |                |                | 85,63        | Q     |
| 8    | A      | Toni Keränen             | Finnland            | 79,04          | x              | 85,27          | 85,27        | Q, PB |
| 9    | B      | Andrian Mardare          | Moldau              | x              | 76,76          | 84,13          | 84,13        | Q, SB |
| 10   | A      | Oliver Helander          | Finnland            | 83,81          | -              | -              | 83,81        | q     |
| 11   | A      | Keshorn Walcott          | Trinidad und Tobago | 74,89          | 83,02          | 82,57          | 83,02        | q     |
| 12   | B      | Lassi Etelätalo          | Finnland            | 82,91          | x              | 78,42          | 82,91        | q     |
| 13   | A      | Genki Dean               | Japan               | 82,48          | x              | 77,40          | 82,48        | SB    |
| 14   | B      | Marcin Krukowski         | Polen               | 81,37          | x              | 82,34          | 82,34        |       |
| 15   | B      | Artur Felfner            | Ukraine             | x              | 81,84          | 74,54          | 81,84        |       |
| 16   | B      | Cameron McEntyre         | Australien          | 76,33          | x              | 81,18          | 81,18        |       |
| 17   | A      | Alexandru Novac          | Rumänien            | x              | 77,35          | 81,08          | 81,08        |       |
| 18   | A      | Kishore Jena             | Indien              | 80,73          | x              | 80,21          | 80,73        |       |
| 19   | A      | Pedro Henrique Rodrigues | Brasilien           | 76,23          | 79,46          | 75,69          | 79,46        |       |
| 20   | B      | Timothy Herman           | Belgien             | 79,42          | 78,86          | x              | 79,42        |       |
| 21   | B      | Edis Matusevičius        | Litauen             | x              | x              | 79,40          | 79,40        |       |
| 22   | B      | Max Dehning              | Deutschland         | 74,58          | 75,10          | 79,24          | 79,24        |       |
| 23   | B      | Cyprian Mrzygłód         | Polen               | 78,50          | x              | 77,16          | 78,50        |       |
| 24   | B      | Chinecherem Nnamdi       | Nigeria             | 77,53          | x              | 76,45          | 77,53        |       |
| 25   | A      | Patriks Gailums          | Lettland            | x              | 77,26          | x              | 77,26        |       |
| 26   | A      | Dawid Wegner             | Polen               | x              | 75,53          | 76,89          | 76,89        |       |
| 27   | A      | Curtis Thompson          | Vereinigte Staaten  | 76,79          | x              | 74,24          | 76,79        |       |
| 28   | A      | Leandro Ramos            | Portugal            | 75,73          | x              | x              | 75,73        |       |
| 29   | B      | Moustafa Mahmoud         | Ägypten             | 74,87          | x              | x              | 74,87        |       |
| 30   | A      | Ihab Abdelrahman         | Ägypten             | 72,98          | x              | x              | 72,98        |       |
|      | B      | Gatis Čakšs              | Lettland            | x              | x              | x              | NM           |       |
|      | A      | Teura’itera’i Tupaia     | Frankreich          | x              | x              | x              | NM           |       |

## Finale
8. August 2024, 20:25 Uhr
| Rang | Athlet                 | Nation              | Versuch (in m) | Versuch (in m) | Versuch (in m) | Versuch (in m) | Versuch (in m) | Versuch (in m) | Weite (in m) | Anm. |
| Rang | Athlet                 | Nation              | 1              | 2              | 3              | 4              | 5              | 6              | Weite (in m) | Anm. |
| ---- | ---------------------- | ------------------- | -------------- | -------------- | -------------- | -------------- | -------------- | -------------- | ------------ | ---- |
| 1    | Arshad Nadeem          | Pakistan            | x              | 92,97          | 88,72          | 79,40          | 84,87          | 91,79          | 92,97        | OR   |
| 2    | Neeraj Chopra          | Indien              | x              | 89,45          | x              | x              | x              | x              | 89,45        | SB   |
| 3    | Anderson Peters        | Grenada             | 84,70          | 87,87          | x              | 88,54          | 87,38          | 81,83          | 88,54        |      |
| 4    | Jakub Vadlejch         | Tschechien          | 80,15          | 84,52          | 88,50          | x              | 84,98          | 83,27          | 88,50        |      |
| 5    | Julius Yego            | Kenia               | 80,29          | 87,72          | x              | 84,90          | 83,20          | 81,58          | 87,72        | SB   |
| 6    | Julian Weber           | Deutschland         | x              | 87,33          | x              | 86,85          | 87,40          | 84,09          | 87,40        |      |
| 7    | Keshorn Walcott        | Trinidad und Tobago | 86,16          | x              | 82,89          | 78,96          | 76,86          | -              | 86,16        | SB   |
| 8    | Lassi Etelätalo        | Finnland            | 78,81          | 77,60          | 84,58          | 82,02          | x              | 81,69          | 84,58        |      |
| 9    | Oliver Helander        | Finnland            | 81,24          | 82,68          | x              | ausgeschieden  | ausgeschieden  | ausgeschieden  | 82,68        |      |
| 10   | Toni Keränen           | Finnland            | 80,92          | 75,33          | 78,90          | ausgeschieden  | ausgeschieden  | ausgeschieden  | 80,92        |      |
| 11   | Luiz Mauricio da Silva | Brasilien           | 80,67          | 78,67          | x              | ausgeschieden  | ausgeschieden  | ausgeschieden  | 80,67        |      |
| 12   | Andrian Mardare        | Moldau              | 79,14          | 80,10          | 77,77          | ausgeschieden  | ausgeschieden  | ausgeschieden  | 80,10        |      |